# Laurent Lucchese
Pas d'image ? Cliquez ici

a Compétitions nationales et continentales officielles uniquement.

b Matchs officiels uniquement.
Laurent Lucchese, né le 4 avril 1973, est un joueur de rugby à XIII français évoluant au poste d'arrière ou de centre.
Il évolue au cours de sa carrière à Villeneuve-sur-Lot, Sheffield, Paris SG et Carcassonne. Il remporte avec le club de Villeneuve le Championnat de France en 1998 et 2000. Il prend part également à l'aventure du Paris Saint-Germain Rugby League en 1997 et son intégration en Super League.
Ses prestations en club l'amènent à être sélectionné en équipe de France entre 1995 et 1997 prenant part aux éditions de la Coupe d'Europe des nations en 1995 et 1996.

## Palmarès
- Collectif :
  - Vainqueur du Championnat de France : 1998 (Villeneuve-sur-Lot) et 2000 (Toulouse).
  - Finaliste du Championnat de France : 1997 (Villeneuve-sur-Lot).
  - Finaliste de la Coupe de France : 2004 (Carcassonne).